# Maceté
Maceté é um povoado de Quijingue, Bahia. Fica a 300 km de distância da capital Salvador. Hoje é o segundo maior e um dos mais desenvolvidos povoados do município de Quijingue.

## História
Maceté, se destaca no cenário histórico nacional por fazer parte de um conjunto de povoados e cidades que, em diferentes momentos passaram por lá personagens mais que marcantes na história nordestina e brasileira.
O povoado faz parte do trajeto percorrido pelo beato e conselheiro mais conhecido no Brasil, Antonio Conselheiro, lá no ano de 1893, ocorre o promeiro confronto armado entre conselheiristas contra força policial formada por 30 soldados e 1 tenente, que fora enviada de Salvador. Liderados por João Abade, os setanejos armados com espingardas,cacetes e facões, lutaram bravamente, causando a fuga desordenada da tropa policial, no confronto alguns soldados morrem e Conselheiro percebendo a grande perseguição do governo republicano resolve partir para se fixar em Canudos, que fora rebatizado de Bello Monte. Anos mais tarde em (1896-1897) acontece o grande massacre da Guerra de Canudos, onde toda a cidade foi destruída, morrendo toda a população sertaneja daquela cidade.
A passagem de Conselheiro por Maceté, pode ser comprovada no livro clássico Os Sertões do escritor Euclides da Cunha.
Pelo Povoado em momentos distintos também passaram outras figuras importantes na história nacional como a figura de Virgulino Ferreira o Lampião e seu bando, como também os Revoltosos da Coluna Pretes, fatos esses marcantes na história do povoado.
É um povoado carente de apoio governamental, sendo que sua população sobrevive basicamente da agricultura (feijão, milho, mandioca e outros), da pecuária (bovinos, suinos, ovinos e caprinos) do comércio local e dos programas sociais do governo federal.